# Kunzea
Kunzea är ett släkte av myrtenväxter. Kunzea ingår i familjen myrtenväxter.

## Bildgalleri

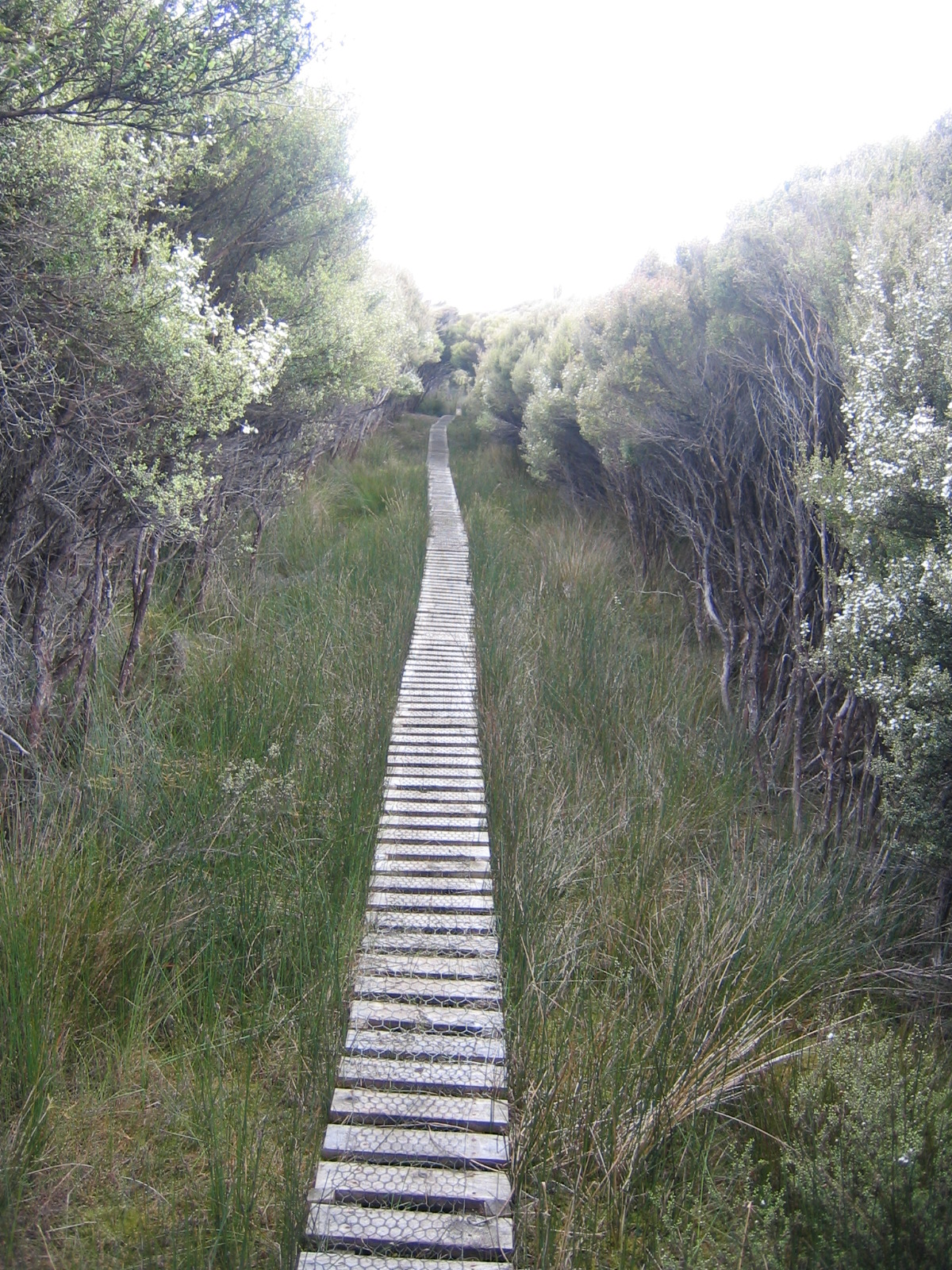
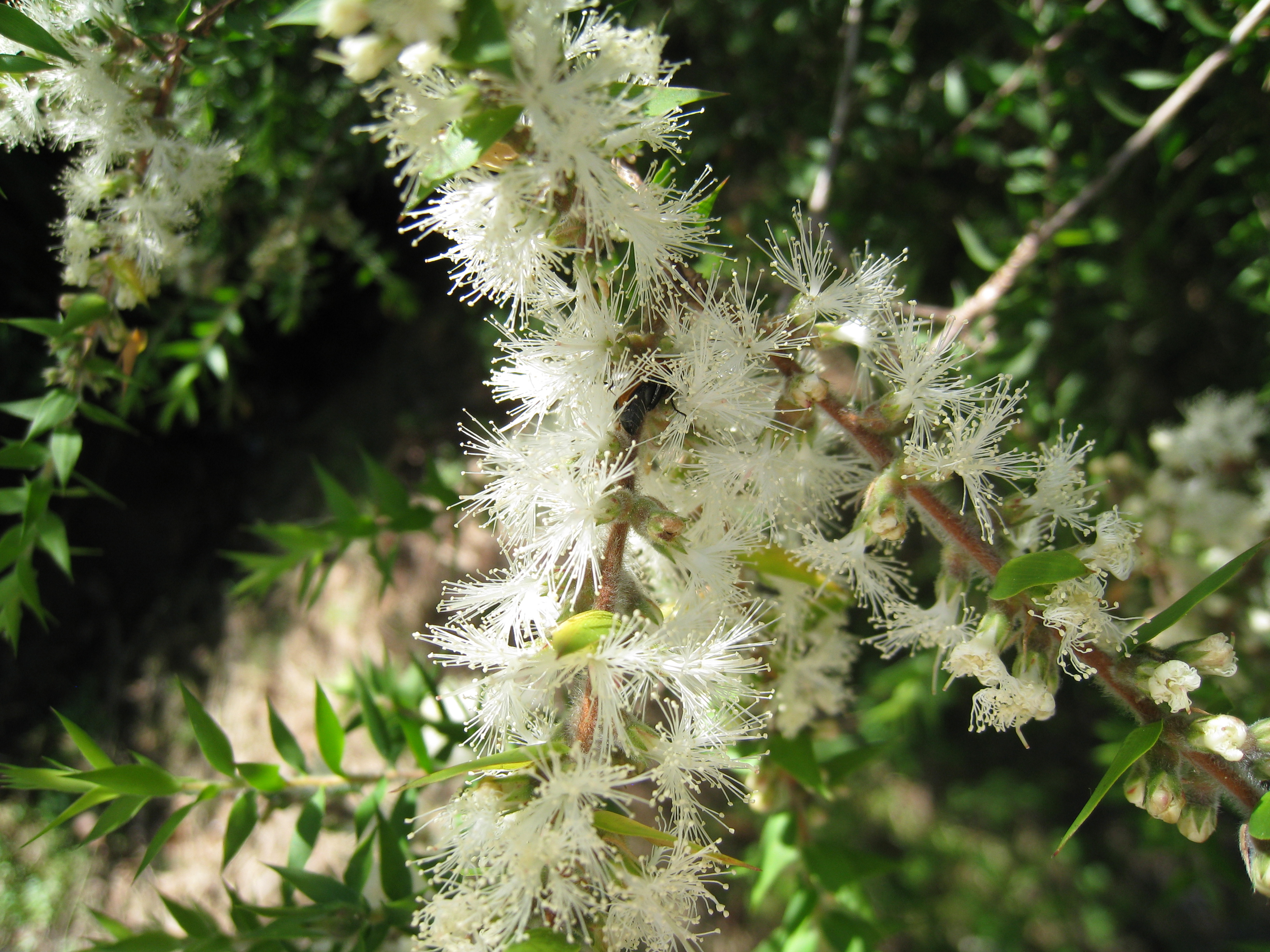
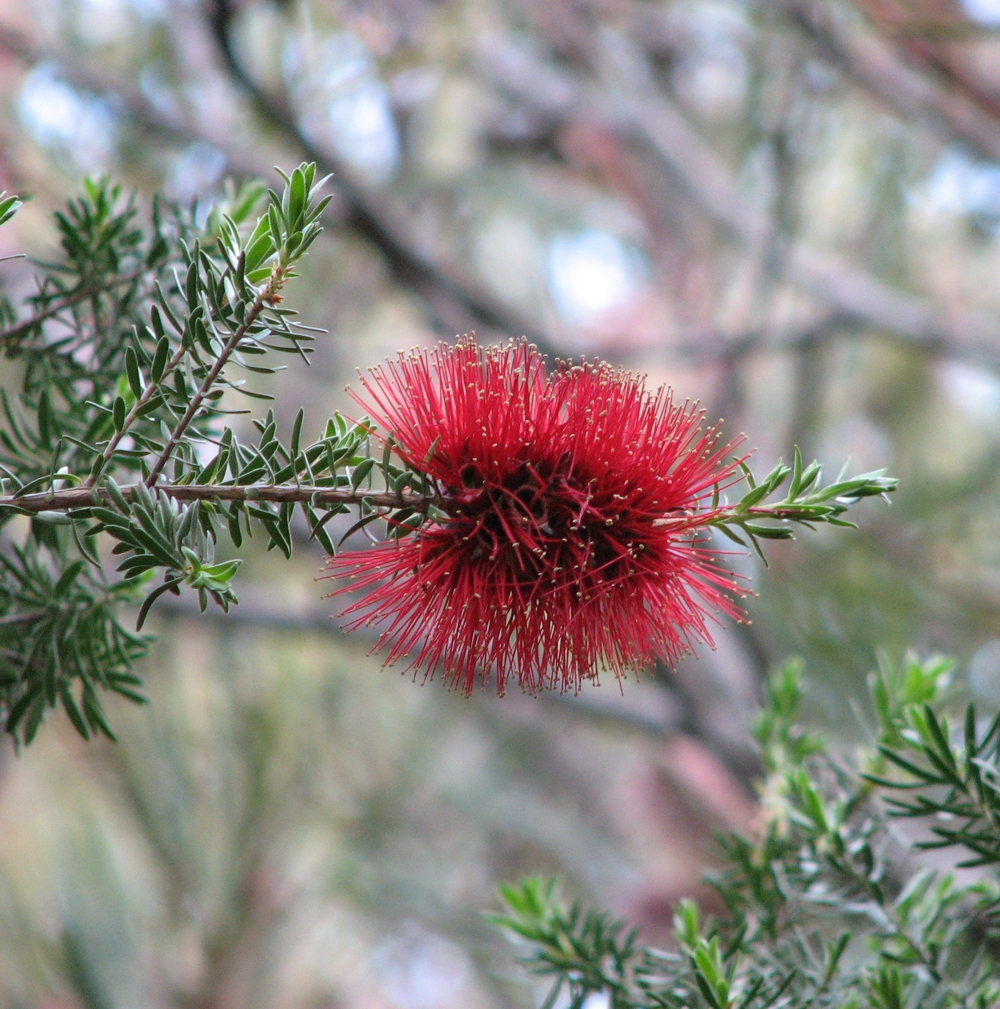
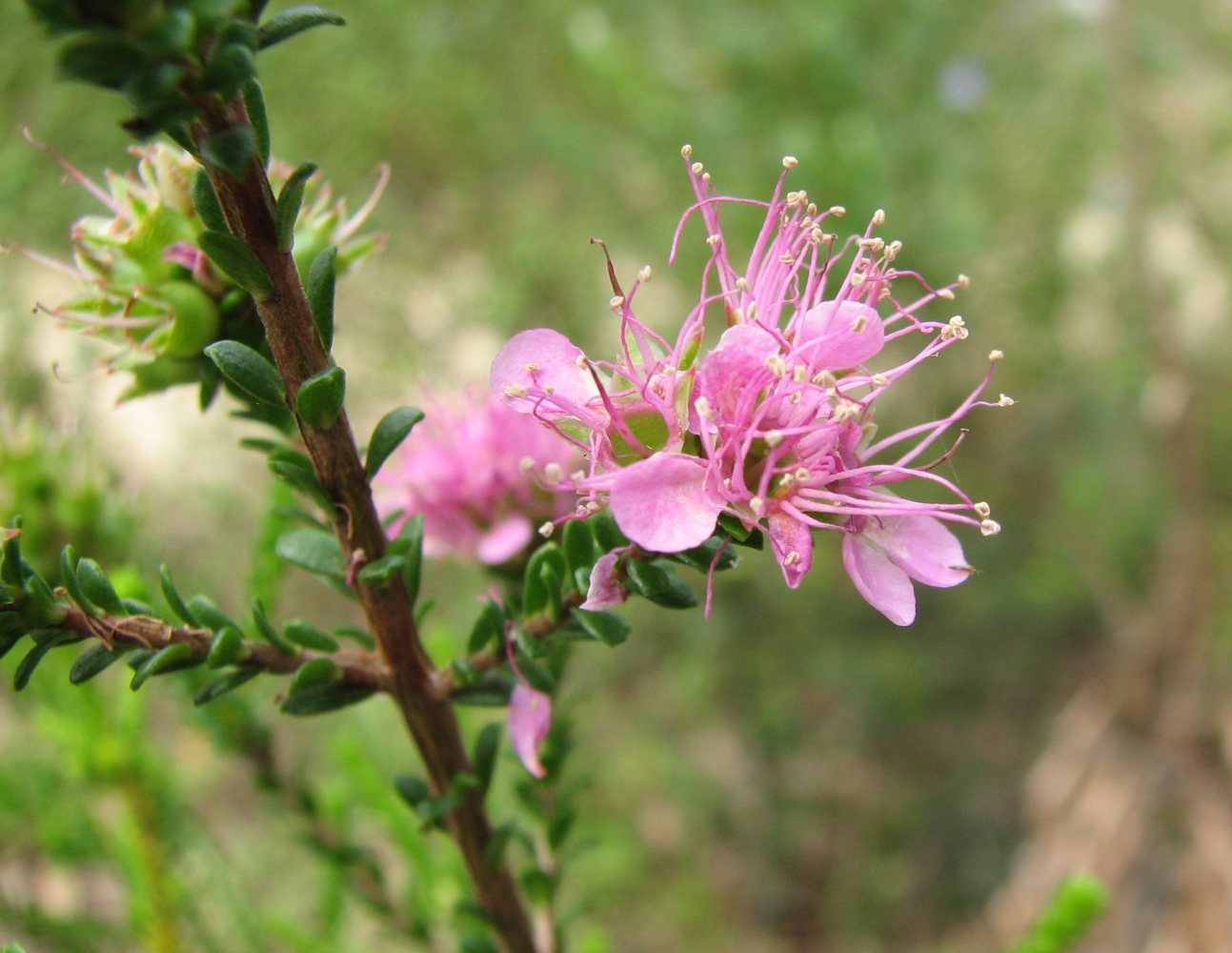
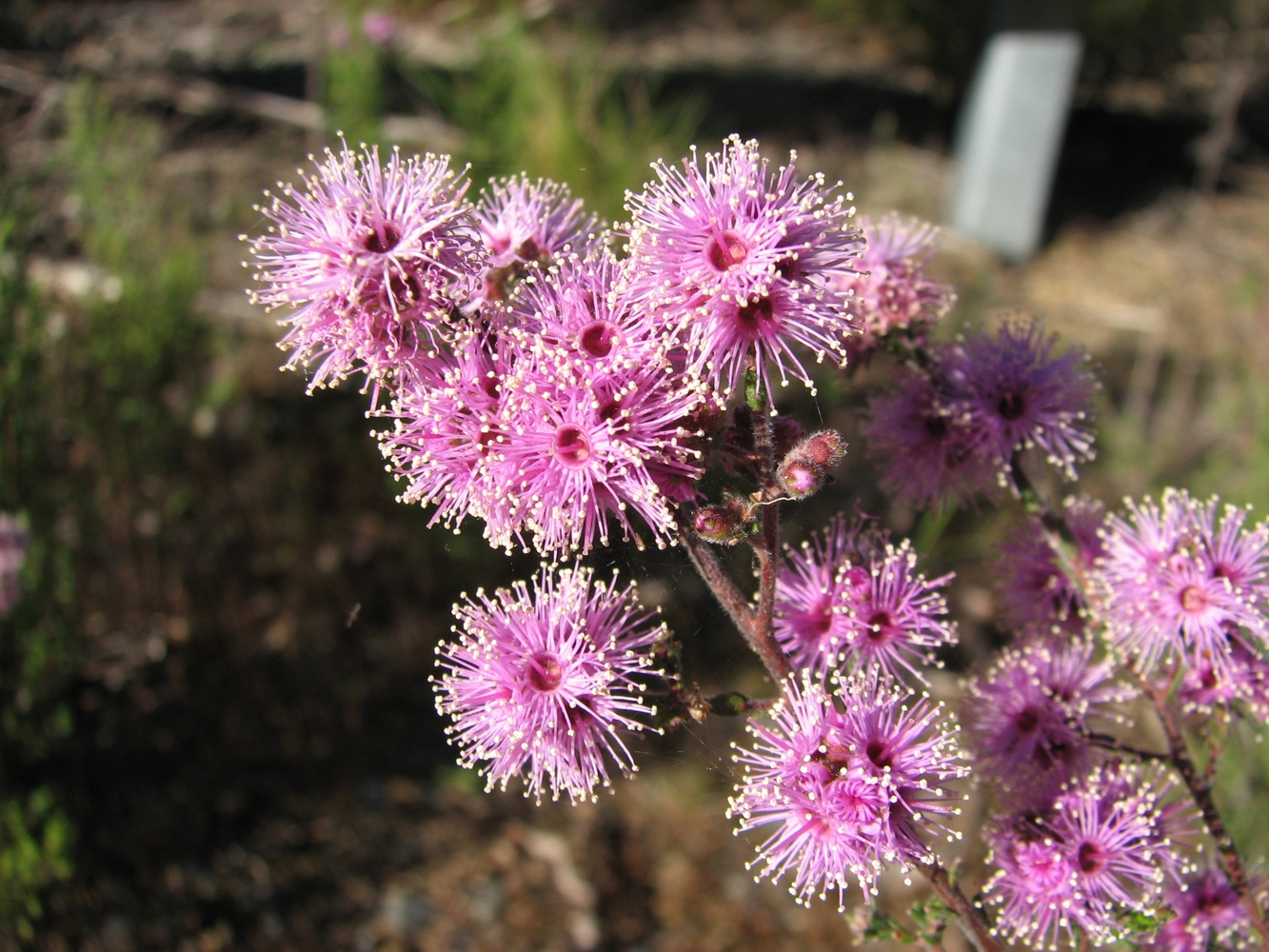
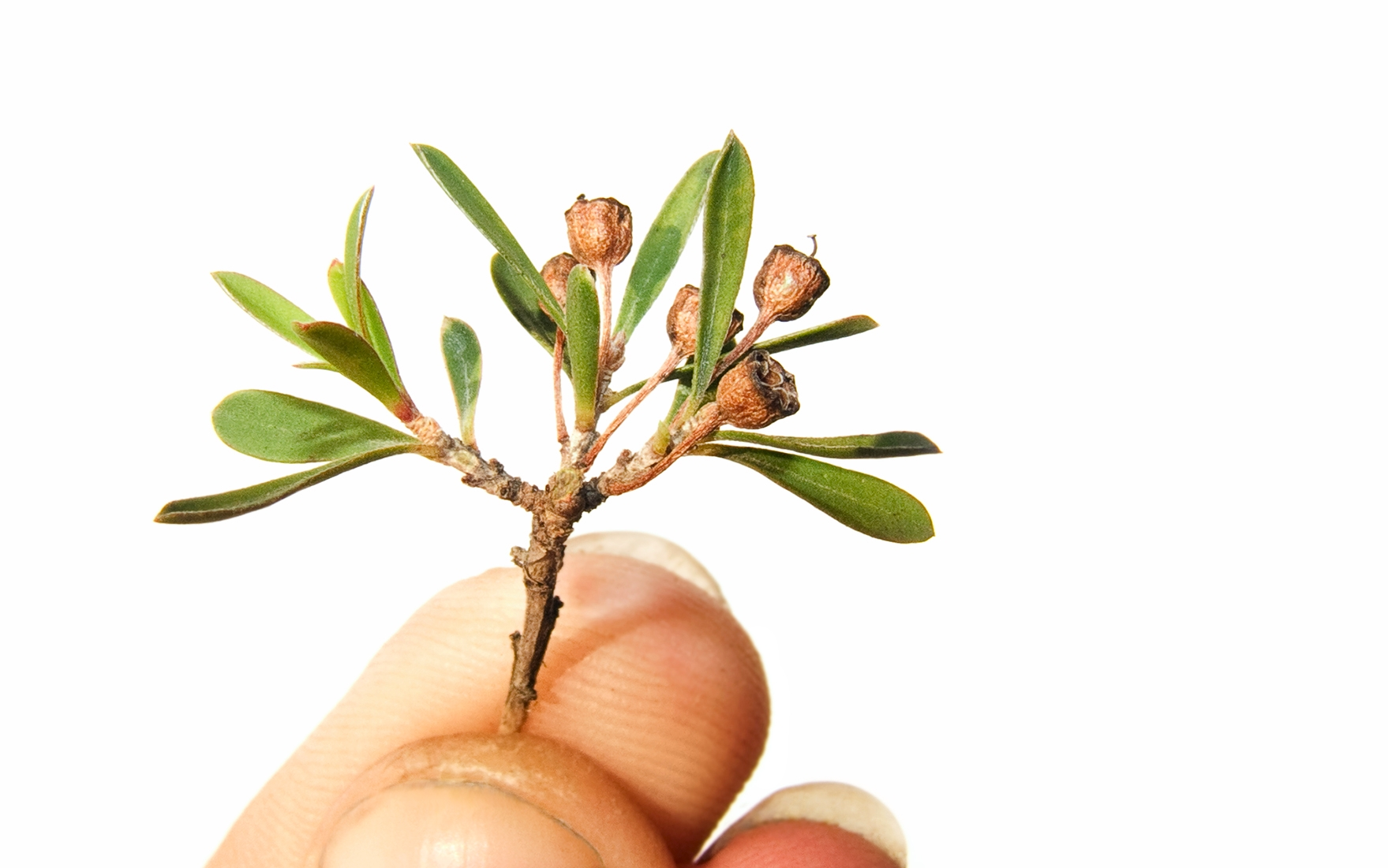

## Dottertaxa tillKunzea, i alfabetisk ordning[1]
- Kunzea acicularis
- Kunzea acuminata
- Kunzea affinis
- Kunzea ambigua
- Kunzea baxteri
- Kunzea bracteolata
- Kunzea calida
- Kunzea cambagei
- Kunzea capitata
- Kunzea ciliata
- Kunzea cincinnata
- Kunzea clavata
- Kunzea ericifolia
- Kunzea ericoides
- Kunzea eriocalyx
- Kunzea flavescens
- Kunzea glabrescens
- Kunzea graniticola
- Kunzea jucunda
- Kunzea micrantha
- Kunzea micromera
- Kunzea montana
- Kunzea muelleri
- Kunzea newbeyi
- Kunzea obovata
- Kunzea opposita
- Kunzea parvifolia
- Kunzea pauciflora
- Kunzea pomifera
- Kunzea praestans
- Kunzea preissiana
- Kunzea pulchella
- Kunzea recurva
- Kunzea rosea
- Kunzea rostrata
- Kunzea rupestris
- Kunzea salina
- Kunzea similis
- Kunzea sinclairii
- Kunzea spathulata
- Kunzea squarrosa
- Kunzea strigosa
- Kunzea sulphurea